# Jasper (Tennessee)
Jasper is een plaats (town) in de Amerikaanse staat Tennessee en valt bestuurlijk gezien onder Marion County.

## Demografie
Bij de volkstelling in 2000 werd het aantal inwoners vastgesteld op 3214.
In 2006 is het aantal inwoners door het United States Census Bureau geschat op 3101, een daling van 113 (-3.5%).

## Geografie
Volgens het United States Census Bureau beslaat de plaats een oppervlakte van
23,7 km², waarvan 23,4 km² land en 0,3 km² water.

## Plaatsen in de nabije omgeving
De onderstaande figuur toont nabijgelegen plaatsen in een straal van 20 km rond Jasper.